# Lisia Góra (Zabrnie)
Lisia Góra – część wsi Zabrnie w Polsce położona w województwie podkarpackim, w powiecie tarnobrzeskim, w gminie Grębów.
W latach 1975–1998 Lisia Góra administracyjnie należały do województwa tarnobrzeskiego.